# Symfonie nr. 1 (Schuman)
William Schuman componeerde zijn Symfonie nr. 1 in de jaren dertig van de 20e eeuw. De première werd gegeven op 21 oktober 1936 door het Gotham Symphony Orchestra onder leiding van Jules Werner. De uitvoering was geen succes: het orkest schijnt het werk ongeïnspireerd te hebben uitgevoerd. Schuman vond tevens dat het orkest niet goed genoeg was om dit werk uit te voeren en tot slot had zijn compositieleraar Roy Harris opgemerkt dat de structuur van het werk te wensen overliet. Schuman en Harris waren beiden aanwezig tijdens de eerste uitvoering. Uiteindelijk heeft Schuman het werk teruggetrokken.
Symfonieën: Symfonie nr. 1 · 2 · 3 · 4 · 5 · 6 · 7 · 8 · 9 · 10

Werken: Variations on "America" · A Song of Orpheus · Circus Overture · Night Journey · Orchestra Song